# Love Me (piosenka Jerry’ego Leibera i Mike’a Stollera)
Love Me – sentymentalna piosenka skomponowana przez Jerry’ego Leibera i Mike’a Stollera, a spopularyzowana przez Elvisa Presleya w 1956 r.
Swoje wersje utworu nagrali również: Georgia Gibbs, Connie Russell, Billy Eckstine, Kay Brown, The Four Escorts, The Billy Williams Quartet, The Woodside Sisters, The DeMarco Sisters, a w styczniu 1955 r. Jimmie Rodgers Snow.
Elvis Presley nagrał ją 1 września 1956 r. w swoim drugim albumie – Elvis (RCA Victor, LPM-1382).
Została również wydana w Elvis Vol. 1 (RCA Victor, EPA-992). Love Me nie była singlem, aby uniknąć pomieszania Love Me Tender.
Elvis Presley śpiewał Love Me 28 października 1956 r. w The Ed Sullivan Show.
Elvis Presley użył utworu w the 68 Comeback Special w NBC i często wykonywał ją na żywo podczas występów w latach 70. XX wieku.
Johnny Burnette nagrał Love Me w 1960 r., w stylu podobnym do Presleya, w swoim albumie Dreamin’ (Liberty LST 7179).
Davis Daniel nagrał ją w swoim debiutanckim albumie z 1991 r. – Fighting Fire with Fire.
Engelbert Humperdinck użył piosenki w swoim albumie z 2003 r. Definition of Love.
Billy „Crash” Craddock nagrał ją na żywo w  2009 r. w Live -N- Kickin’.
Użyto jej w Smokey Joe’s Cafe łącząc ją z Don’t.